# 撃鉄 (バンド)
撃鉄（げきてつ）は、2007年から本格的にライブ活動を展開しているバンド。2009年にはフジロック・フェスティバルのルーキーステージ出演を果たす。2011年、パーフェクトミュージックとマネジメント契約。マネージャーは劔樹人である。

## メンバー
- 天野ジョージ（vo）2014年ドラマ「東京特許許可局」11話出演
- 森岡義裕（gt）木村カエラの「RUN」に楽曲提供(作曲・ギター演奏)
- 田代タツヤ（ba）田代まさしの長男。
- 近藤駿（dr）

## ミュージックビデオ
| 監督       | 曲名                         |
| 斉藤洋平   | 「P.S.」(出演:美甘子)        |
| 丸山太郎   | 「ろっぽんぎ」               |
| 室谷心太郎 | 「coolなとき忘れたJapanese」 |

## 主なライブ

### ワンマンライブ・主催イベント
- 2012年12月15日・17日 - 撃鉄「撃と鉄」RELEASE PARTY！
- 2013年04月14日〜06月21日 - カモが撃鉄しょってやってくるツアー
w/385 / 大森靖子 / dry as dust / THE MOTOR POOLS / THE HIZA / 本棚のモヨコ / 狂気 / THIS IS PANIC / Alien Hand Syndlome
- 2013年07月08日 - 撃鉄祭 〜2013〜
- 2014年01月14日 - 撃鉄 presents 「PATROL A GO-GO」
- 2014年02月23日 - 撃鉄 presents 「下北沢パトロール2014」
- 2014年05月10日〜06月21日 - 撃鉄1st full album「NO UNDERGROUND」 release tour ～バーいってバーやっちゃおうよ～
w/6eyes / YOLZ IN THE SKY / SIKA SIKA / KING BROTHERS / 四星球 / QOOLAND / バックドロップシンデレラ / SUPER BEAVER / Awesome City Club / THEラブ人間
- 2014年09月03日・10月10日・11月18日 - 撃鉄presentsバーいってバーやっちゃおうよ番外編 ～下北沢2MANシリーズ死闘戦～
w/忘れらんねえよ / ART-SCHOOL / ザ50回転ズ
- 2015年11月21日・25日 - 撃鉄ワンマン

### 出演イベント
- 2009年07月26日 - FUJI ROCK FESTIVAL '09
- 2010年12月26日 - スペースシャワー列伝 第82巻 ～維新(いしん)の宴～
- 2011年05月29日 - ROCKS TOKYO 2011
- 2011年08月13日 - RISING SUN ROCK FESTIVAL 2011 in EZO
- 2011年09月04日 - RUSH BALL 2011
- 2012年04月28日 - ARABAKI ROCK FEST.12
- 2012年04月30日 - Niigata Rainbow ROCK Market
- 2012年05月12日 - FM NORTH WAVE & WESS presents IMPACT!II(Powered By Radio WE!)
- 2012年05月13日 - TOKYO BOOTLEG CIRCUIT'12
- 2012年05月31日 - オモロックコロシアム2012
- 2012年06月02日 - tricot 初の全国ツアー「小学生と行く！SPACE TOUR 2012 梅雨」
- 2012年06月14日 - onion night!lv24!
- 2012年06月24日 - Czecho No Republic「恐竜系男子TOUR」
- 2012年09月22日 - AOMORI ROCK FESTIVAL '12 ～夏の魔物～
- 2012年09月26日・27日・10月14日 - Wienners UTOPIA TOUR 2012
- 2012年12月03日 - ザ50回転ズ Do You Remember R&R Tour?
- 2013年02月20日 - LIVE!TOWER RECORDS 〈塔〉代無双
- 2013年04月18日・20日・05月26日・31日 - SUPER BEAVER『世界が目を覚ますのなら』Release Tour 2013～目覚める、ラクダ～
- 2013年04月22日 - 髭2013 『QUEENS × PAPA!』
- 2013年04月29日 - COMIN'KOBE13
- 2013年05月04日 - 忘れらんねえよ presents 集え！ゴミ人間フェスティバル2013
- 2013年05月25日 - BYEE the ROUND バイザラウンドTOUR 2013
- 2013年06月15日 - THE★米騒動 presents「出し抜けのツーマン2013 ～耳から指揮棒突っ込んで奥歯でビート刻ませたろか～」
- 2013年07月20日 - mudy on the 昨晩のザ・決意表明2013～夏霧の中の4人と、そのスーパーサポーター～
- 2013年08月22日 - BiS主催「SHELTER 7DAYS」
- 2013年10月18日 - GIANT STEP VOL.1
- 2014年02月23日 - 下北沢パトロール2014
- 2014年03月01日 - SUPER BEAVER 『361°』Release Tour 2014～周回する、ラクダ～
- 2014年04月10日 - Pangea 3rd Anniversary『agartha20140410』
- 2014年04月29日 - COMIN'KOBE14
- 2014年06月07日 - DPGハウスショー6
- 2014年06月25日 - 夏の魔物presents DPG3
- 2014年07月11日 - 男と女の幻野祭～PUNK! PSYCH! R&R! & サロン・ド・キノコ～恋の蟻地獄
- 2014年09月06日 - BAYCAMP 2014
- 2014年09月23日 - SEA SIDE HEAVEN ～中華街ふらりツアー!!2014～
- 2014年09月26日 - 宮川企画「マイセルフ、ユアセルフ」
- 2014年10月18日 - 片山ブレイカーズ&ザ★ロケンローパーティ「KEDA-MONO/MONO-NOKE」ツアー
- 2014年11月04日・23日 - キュウソネコカミ 試練のTAIMANツアー～地方巡業編～
- 2015年01月03日 - N'夙川BOYS presents 新年祝賀わの儀 2015 我如古ファンクラブ ～メジャーorダイ応援企画～ OH!Show ガッツリ OKINAWA に 4 じゃいました!
- 2015年01月04日 - N'夙川BOYS presents 新年祝賀わの儀 2015 ～これは夢!? 新春 Gャンピン宝羊くじフラッシュ Night!～
- 2015年01月23日 - UPSET10周年前倒し企画～ROCK the ROCK!!～
- 2015年04月10日・12日・13日 - SHINJUKU LOFT 16TH ANNIVESARY 特別企画ロフト巡業～激突!女豹 VS 猛虎 再び!
- 2015年05月07日 - 空きっ腹に酒 梅田CLUB QUATTRO10ヶ月連続企画
- 2015年05月10日 - SUPER BEAVER『愛する』Release Tour 2015 ～愛とラクダ、10周年ふりかけ～
- 2015年07月04日 - 見放題2015
- 2015年08月07日 - 激戦潮流 vol.7 ～撃鉄 vs 0.8秒と衝撃。 vs Droog～
- 2015年08月23日 - TOUGH & GO vol.1
- 2015年08月27日 - SEA SIDE HEAVEN vol.26
- 2015年09月12日 - オワリカラ presents スペイン坂ロックフェスティバル「渋谷モンパルナス vol.2」
- 2015年11月23日 - コンテンポラリーな生活【New E.P. 「ヤンキーガール」リリースツアー】
- 2015年11月23日 - THEラブ人間 presents 下北沢にて'15
- 2015年12月17日 - True presents「feeling true」